# Jardín Botánico de Brisbane del Monte Coot-tha
El Jardín Botánico de Brisbane del Monte Coot-tha, (inglés: Brisbane Botanic Gardens, Mount Coot-tha) es un jardín botánico de 52 hectáreas de extensión, a unos 7 km de distancia del centro de Brisbane, Queensland, Australia. 
Es miembro del BGCI, y presenta trabajos para la Agenda Internacional para la Conservación en los Jardines Botánicos. 
El código de reconocimiento internacional de "Brisbane Botanic Gardens, Mount Coot-tha" como miembro del "Botanic Gardens Conservation Internacional" (BGCI), así como las siglas de su herbario es TOOW.

## Localización e información
El jardín botánico está ubicado en "Toowong", al pie de la montaña más alta de Brisbane el "Mount Coot-tha".
Brisbane Botanic Gardens, Mount Coot-tha Mt Coot-tha Road, Toowong, Brisbane, Queensland 4066 Australia.
Planos y vistas satelitales.27°28′35.4″S 152°58′33.96″E / -27.476500, 152.9761000
- Promedio Anual de Lluvias: 1500 mm
- Altitud: 38.00 m s. n. m..

## Historia
El jardín botánico que en un principio fue denominado "Mount Coot-tha Botanic Gardens" y que tiene una extensión de 52 hectáreas, fue designado por el "Brisbane City Council" en 1970, y abierto oficialmente en 1976.
Este jardín botánico es el segundo jardín botánico establecido en Brisbane. El original primer jardín botánico conocido como el Jardín Botánico de la Ciudad de Brisbane, se encuentra ubicado en el centro de la ciudad de Brisbane CBD en el "Gardens Point", junto al río Brisbane.
Debido a la proximidad al río, el antiguo jardín botánico se ha inundado nueve veces entre 1870 y 2011. Con muchas plantas que se perdían cada vez, el Ayuntamiento de Brisbane estableció el nuevo jardín botánico "Brisbane Botanic Gardens, Mount Coot-tha", para evitar este problema. 

## Colecciones botánicas
Las colecciones vivas en el jardín botánico tiene 15 accesiones de plantas vivas: 
En sus colecciones de plantas un 30 % de ellas son de la flora australiana. 
- Colección de Erythrinas,
- Plantas suculentas,
- Colección de bromelias,
- Ficus,
- Árboles tropicales de flor,
- Colección de palmas,
- Plantas de la selva nativas de Australia y exóticas.
- Colección de camelias y azaleas,
- Frutas raras.
- El recientemente desarrollado "Australian Plant Communities collection" que ocupa un área total de 27 hectáreas.

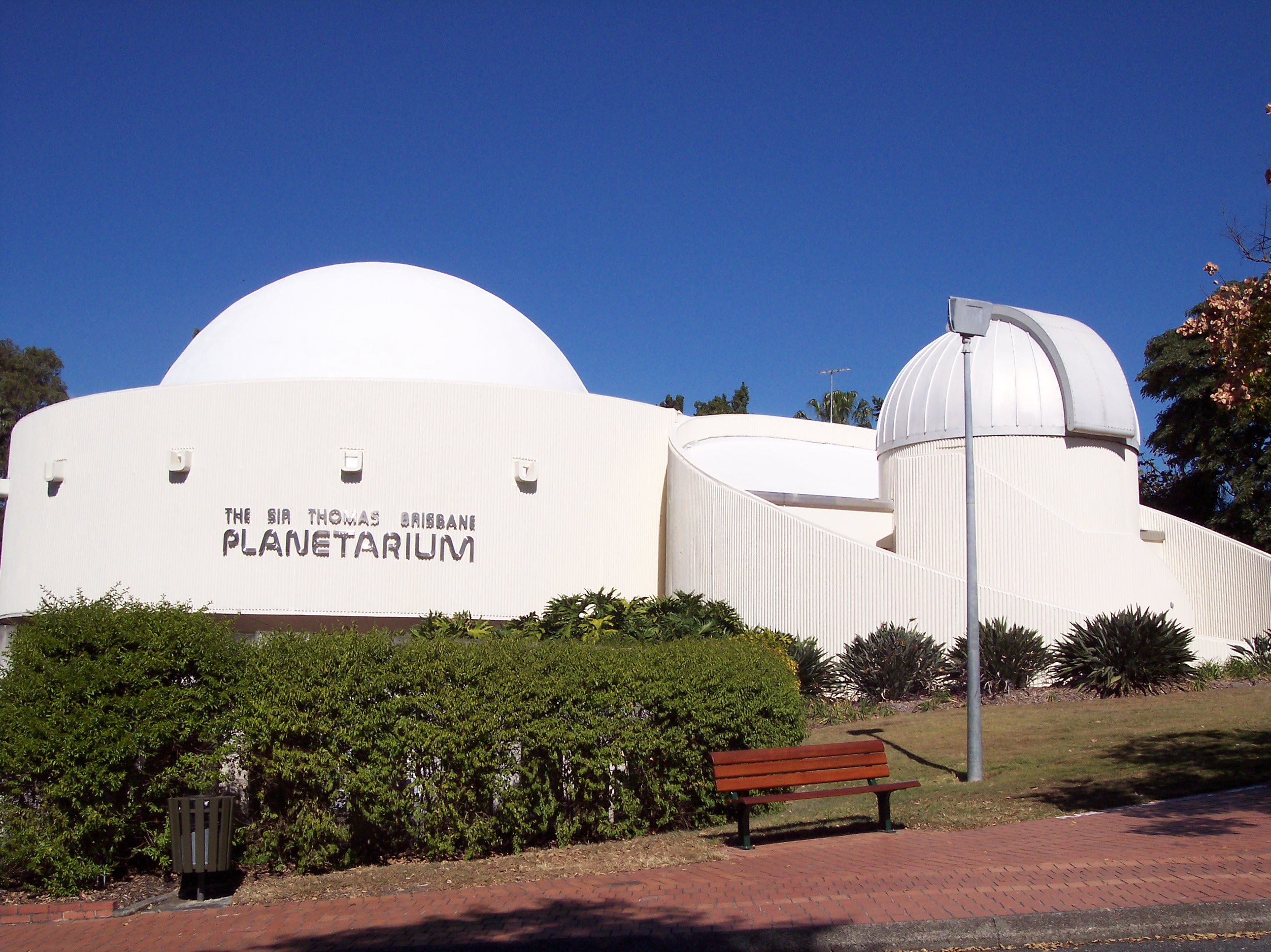
Sir Thomas Brisbane Planetarium

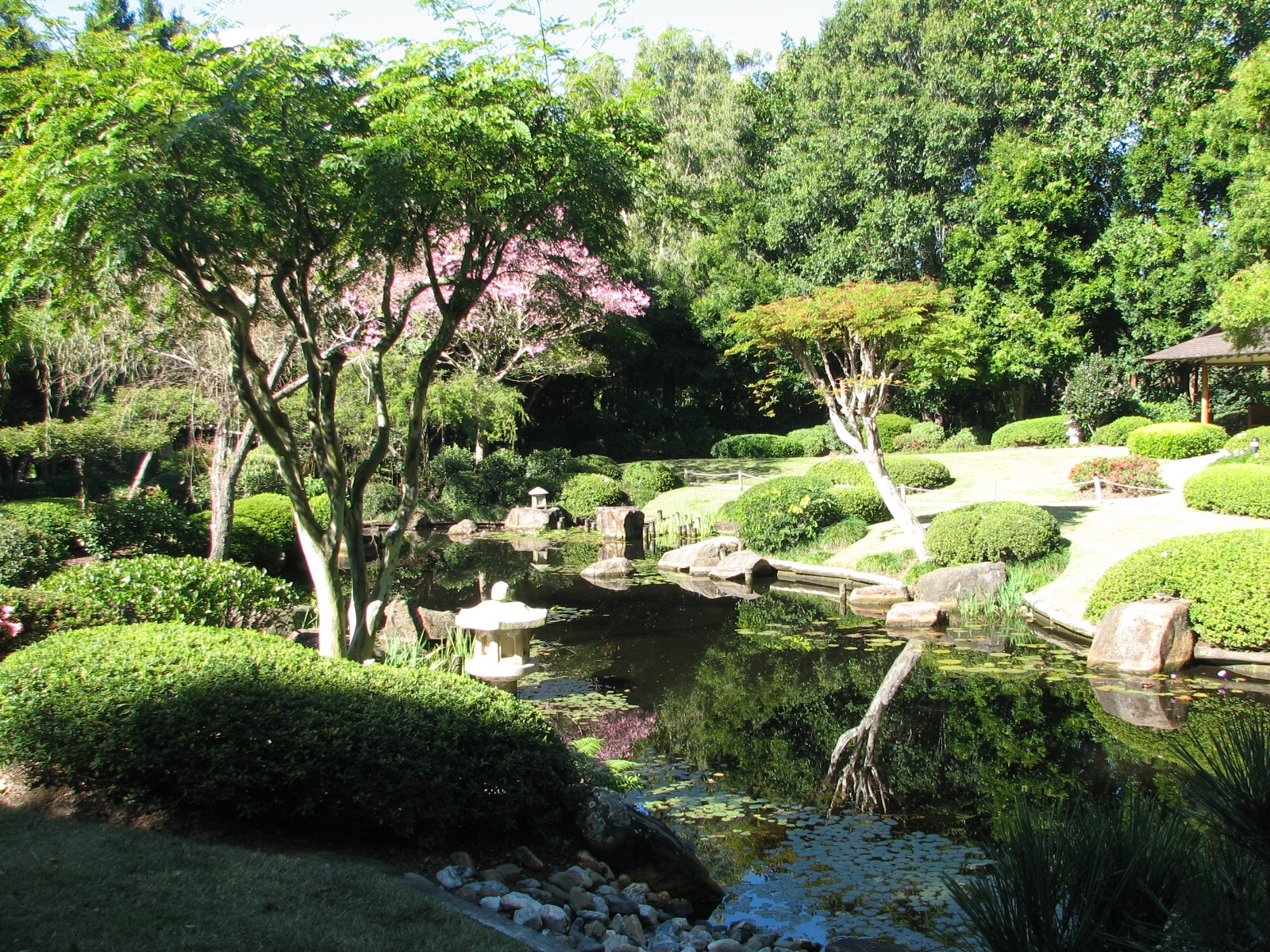
Una vista del jardín japonés.

## ElPlanetariode Sir Thomas Brisbane
Está situado adyacente a la entrada de los jardines, which incorporates the Cosmic Skydome. Sir Thomas Brisbane, además de ser el gobernador de Nueva Gales del Sur y por quién la ciudad de Brisbane fue nombrada, fue también un renonocido astrónomo que catalogó las estrellas de los cielos meridionales de Australia durante su mandato. 

## Jardín japonés
Diseñado por Kenzo Ogata uno los principales autores japoneses del jardín tradicional siendo esta su último trabajo (su trabajo póstumo), el jardín presenta los conceptos de diseño fieles al  jardín japonés tradicional con aplicaciones de árboles australianos, arbustos y flores nativas. 
El lago y el jardín japonés fueron recolocados en este lugar procedentes de su emplazamiento original, el pabellón oficial del gobierno japonés en la World Expo 88, y fue abierto después de la conclusión de la expo el 6 de febrero de 1989 gracias al trabajo de colaboración entre el Ayuntamiento de Brisbane y la asociación de Japón para la expo. Una placa conmemorativa del esmero del Ayuntamiento de Brisbane y la asociación de Japón para la exposición del ocio de 1988 del ocio y un pórtico de entrada con una tabla con caligrafía japonesa dedicada sobre la puerta por el entonces primer ministro de Japón Noboru Takeshita saluda a los visitantes al jardín. La caligrafía japonesa está grabada en oro, dedicando el nombre del jardín ‘yu-tsui-en’. Este se traduce literalmente al ‘goza, el verde azulado, jardín’ y significa simplemente que el ‘ven dentro del jardín y  disfruta del azul del agua y del verde de los árboles’. 
El tema del jardín ‘tsuki-yama-chisen’ o de la ‘montaña-charca-arroyo’ se refleja en los diseños  del agua del jardín. Otra característica que no debe ser olvidada es tan especial como la anterior; la piedra ‘tsukabai’ o cuenco de agua. Tiene más de 100 años y se utiliza para  `proporcionar el agua corriente necesaria en el ritual de la purificación que ocurre antes de ceremonia de té’. La característica más fascinante del jardín son las piedras que crean la montaña. Estas piedras de la cascada sugieren `resistencia y el eterno paso del tiempo’.
En 2005 floreció un grupo de bambú justo fuera de las puertas del jardín japonés. El florecimiento de bambú es muy raro y muchos entusiastas de bambú van peregrinando a lo largo de toda su vida sin nunca ser testigo de tal acontecimiento. Al igual que a menudo en este caso después de la floración del bambú, esta planta murió y fue substituida por otro espécimen. 
En septiembre se celebra un festival cultural anual de Japón en el jardín, con la ceremonia de té japonesa, caligrafía japonesa y exhibiciones de arreglos florales de ikebana.

## Actividades
En este centro se despliegan una serie de actividades a lo largo de todo el año:
- Programas de conservación.
- Programa de mejora de plantas medicinales.
- Programas de conservación «ex situ».
- Biotecnología.
- Estudios de nutrientes de plantas.
- Ecología.
- Conservación de Ecosistemas.
- Programas educativos.
- Etnobotánica.
- Exploración.
- Horticultura.
- Restauración Ecológica.
- Sistemática y Taxonomía.
- Sostenibilidad.
- Farmacología.
- Mejora en la agricultura.
- Index Seminum.
- Exhibiciones de plantas especiales.
- Sociedad de amigos del botánico.
- Cursos para el público en general.